# Mirjeta Bajramoska
Mirjeta Bajramoska (født 22. november 1984 i Bitola) er en makedonsk håndboldspiller, som spiller i HC Vardar og Makedoniens håndboldlandshold.